# Burmagomphus insularis
Burmagomphus insularis är en trollsländeart som beskrevs av Harry Hyde Laidlaw, Jr. 1914. Burmagomphus insularis ingår i släktet Burmagomphus och familjen flodtrollsländor. Inga underarter finns listade i Catalogue of Life.